# Miguel Hilarión Eslava
Miguel Hilarión Eslava Elizondo (født 21. oktober 1807 i Burlada, Navarra, død 23. juli 1878 i Madrid) var en spansk komponist og musikforfatter.
Eslava beklædte forskellige musikalske stillinger, var således i en årrække kapelmester ved Metropolitankirken i Sevilla og blev 1844 hofkapelmester hos dronning Isabella. Eslava, en af de mest fremragende moderne spanske musikere, har komponeret talrige kirkelige kompositioner og nogle operaer, der dog ikke kendes uden for hans hjemland; han har derhos foruden forskellige pædagogiske og teoretiske arbejder udgivet de værdifulde samlinger: Museo organico español og navnlig Lira sacro-hispana, 5 bind, indeholdende spansk kirkemusik fra 16.-19. århundrede.